# Telothyria rufostriata
Telothyria rufostriata är en tvåvingeart som beskrevs av Wulp 1890. Telothyria rufostriata ingår i släktet Telothyria och familjen parasitflugor. Inga underarter finns listade i Catalogue of Life.